# Cosmoplatidius lycoides
Cosmoplatidius lycoides là một loài bọ cánh cứng trong họ Cerambycidae.